# Andy Richards

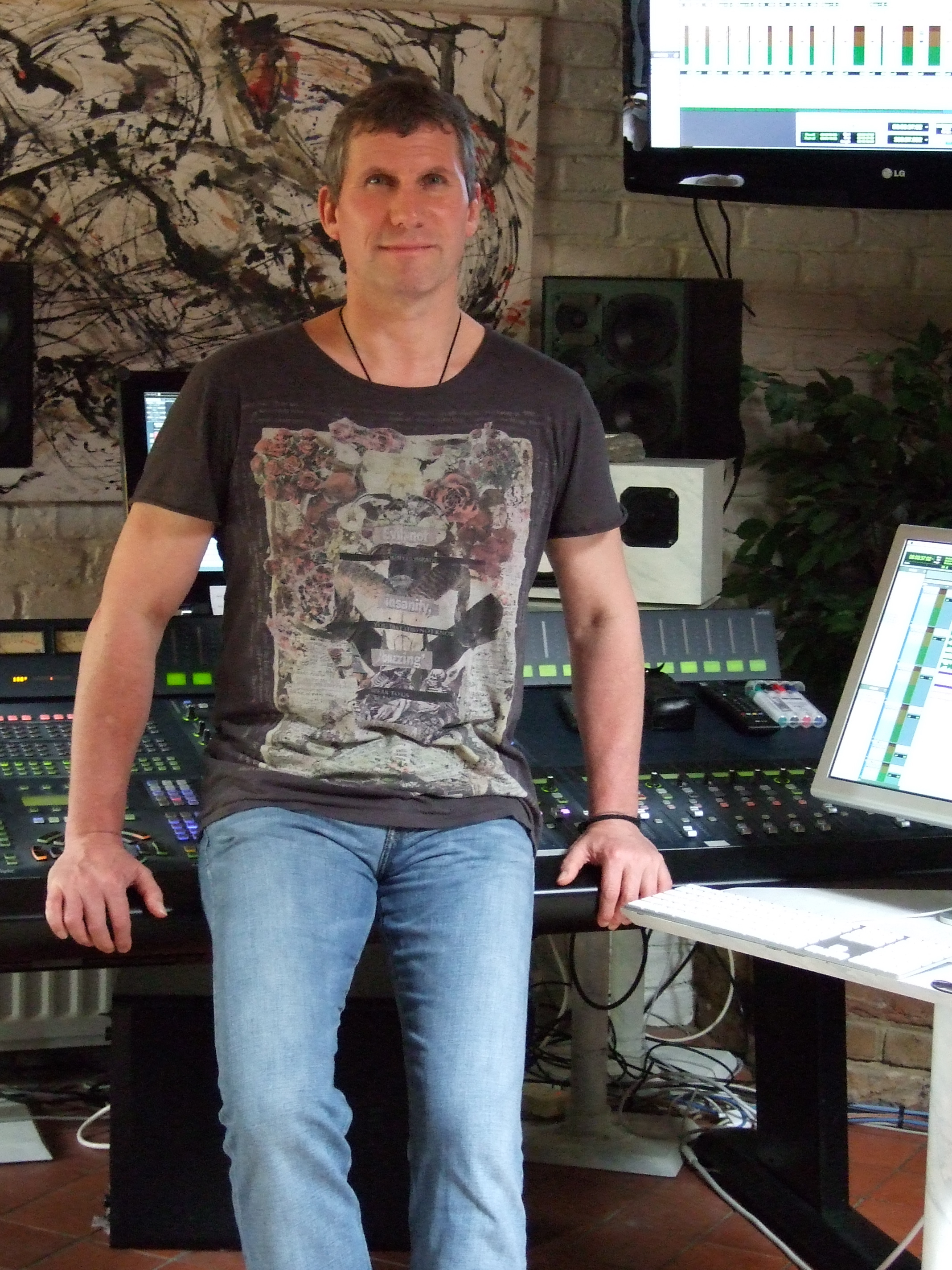
Andy Richards in 2009

Andy Richards (Londen, 26 oktober 1952) is een Brits pianist en bespeler van allerlei toetsinstrumenten. Hij heeft eind jaren 70 tot en met 1980 deel uitgemaakt van Strawbs, maar zal onder ingewijden beter bekend zijn als de toetsenist met de volle klanken van Frankie Goes To Hollywood, Pet Shop Boys, George Michael, Grace Jones, Chris de Burgh en Rush. Hij vormt samen met Chas Cronk in 1980 na het uiteenvallen van Strawbs nog de band Electric Ice, maar die heeft geen succes. 